# Le Party
Pour plus de détails, voir Fiche technique et Distribution.
Le Party est un film québécois réalisé par Pierre Falardeau réalisé en 1989 et sorti en 1990.

## Synopsis
Au Québec, dans un établissement pénitentiaire, la fête annuelle «Party» avec des amuseurs et de l'effeuillage est programmée. Tous les prisonniers se rassemblent dans le théâtre pour pouvoir profiter de ce spectacle. Mais tous n'ont pas l'humeur à la joie. Un homme nommé Boyer est envoyé au « trou » pour avoir été pris avec de l'argent en sa possession.

## Fiche technique
- Titre : Le Party
- Réalisation : Pierre Falardeau
- Scénario : Pierre Falardeau sur une idée originale de Francis Simard
- Photographie : Alain Dostie
- Montage : Michel Arcand
- Musique : Richard Desjardins et Gaston Gagnon
- Production : Bernadette Payeur
- Société de production : Association coopérative de productions audio-visuelles (ACPAV)
- Pays :  Canada  Québec
- Date de sortie : 1er février 1990
- Durée : 103 minutes
- Langue : Français
- Format : Couleur

## Distribution
- Charlotte Laurier : Alexandra
- Benoît Dagenais : Becique
- Julien Poulin : Boyer
- Lou Babin : chanteuse western
- Roger Léger : Francis
- Roch Castonguay : Marcel
- André Doucet : Ginette
- Gildor Roy : Jacques
- Louise Laprade : journaliste
- Luc Proulx : Julien
- Andréa Parro : Lili
- Jacques Desrosiers : M. Legault
- Angèle Coutu : Mimi
- Alexis Martin : Pierrot
- Pierre Powers : Pinceau
- Michel Forget : Roméo Mongrain
- Louis Saïa : Achille
- Richard Desjardins : Bébé
- Luc Guérin : Bébitte
- Guillaume Laprade : Coma
- Luc Morissette : curé
- Jean L'Italien : Helper
- Guy Provencher : vieux Tremblay
- Yves Trudel : Waso
- Marie-Josée Picard : Marie-Josée
- Bernard Lalonde : le directeur de prison
- Richard Barrette : un gardien
- Marc Picard : le gardien de la réception
- Frank Fontaine : le gardien dragueur
- Pierre Brisset Des Nos : le gardien du « trou »
- Claude Legault : Johnny

## Récompenses
Le Party a été en nomination pour 4 Prix Génie en 1990:
- Meilleur scénario (Pierre Falardeau)
- Meilleur acteur dans un second rôle (Julien Poulin)
- Meilleur montage (Michel Arcand)
- Meilleurs costumes (Andrée Morin)

## Autour du film
- Le film a coûté $2 300 000. Il a été tourné à Montréal du 30 mars au 10 mai 1989.
- Dans une interview, le réalisateur Pierre Falardeau a déclaré qu'il a écrit le scénario du film après celui d'Octobre. Il était alors dans un moment de dépression car les producteurs de cinéma avaient tous refusé le scénario d'Octobre.
- Falardeau n'a pas voulu faire un film sur la vie en prison mais sur les hommes. Pour lui, dit-il, la prison n'était qu'un prétexte pour parler de liberté.
- Le titre original du film devait d'abord être La liberté n'est pas une marque de yogourt. Richard Desjardins a également proposé le titre de sa chanson Le cœur est un oiseau[1].